# حزاب

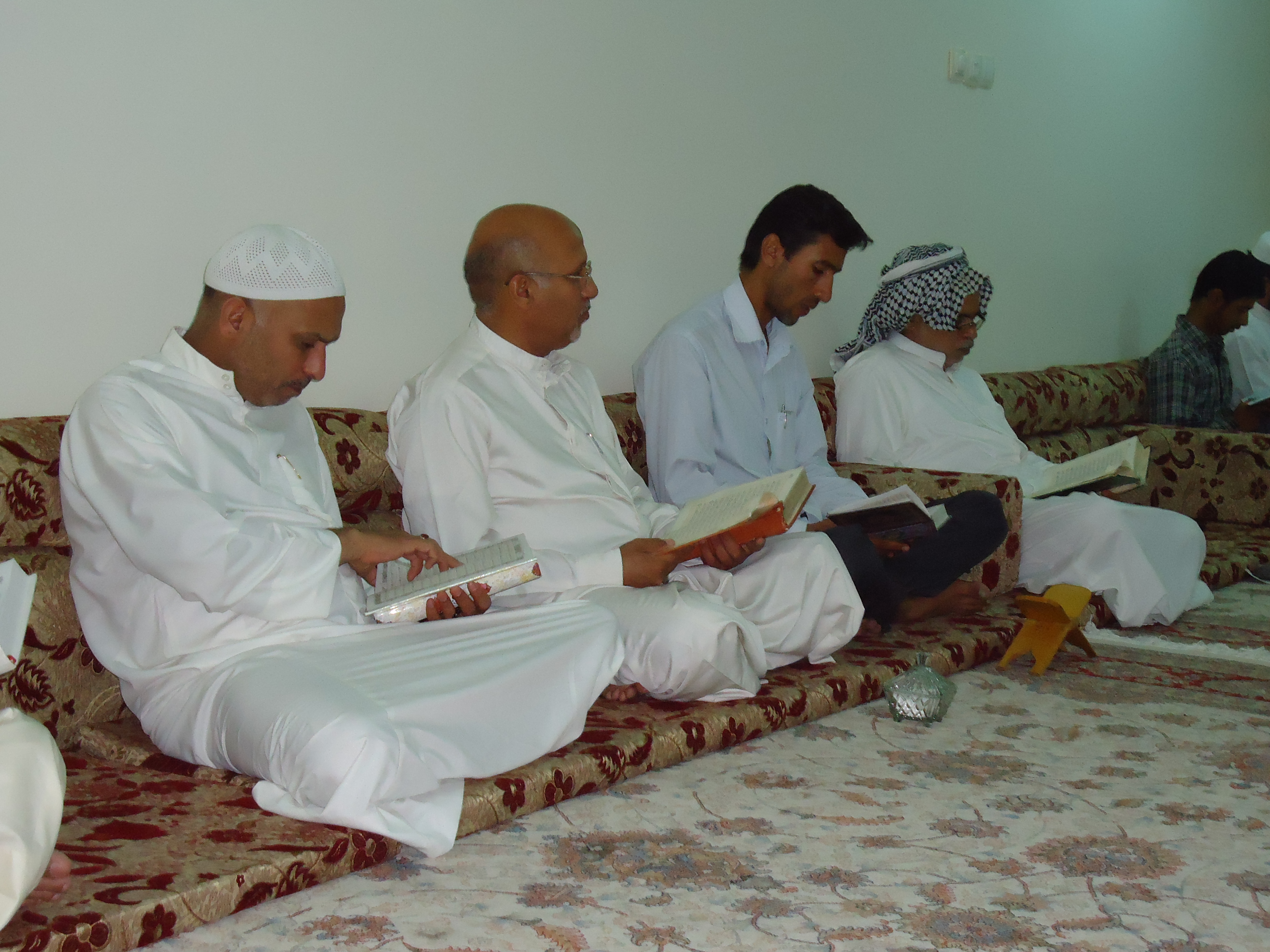
قراءة جماعية للقرآن الكريم

الْحَزَّابُ هو القائم على الحزب الراتب في المساجد والزوايا في الجزائر وفق المرجعية الدينية الجزائرية تحت إشراف وزارة الشؤون الدينية والأوقاف الجزائرية.

## التاريخ
كانت المساجد في الجزائر تضم العديد من «الْحَزَّابِينَ» مع الموظفين الآخرين الساهرين على عمارتها.
وكان مسجد سيدي رمضان في قصبة الجزائر يضم العديد من «الْحَزَّابِينَ».

## الخصائص

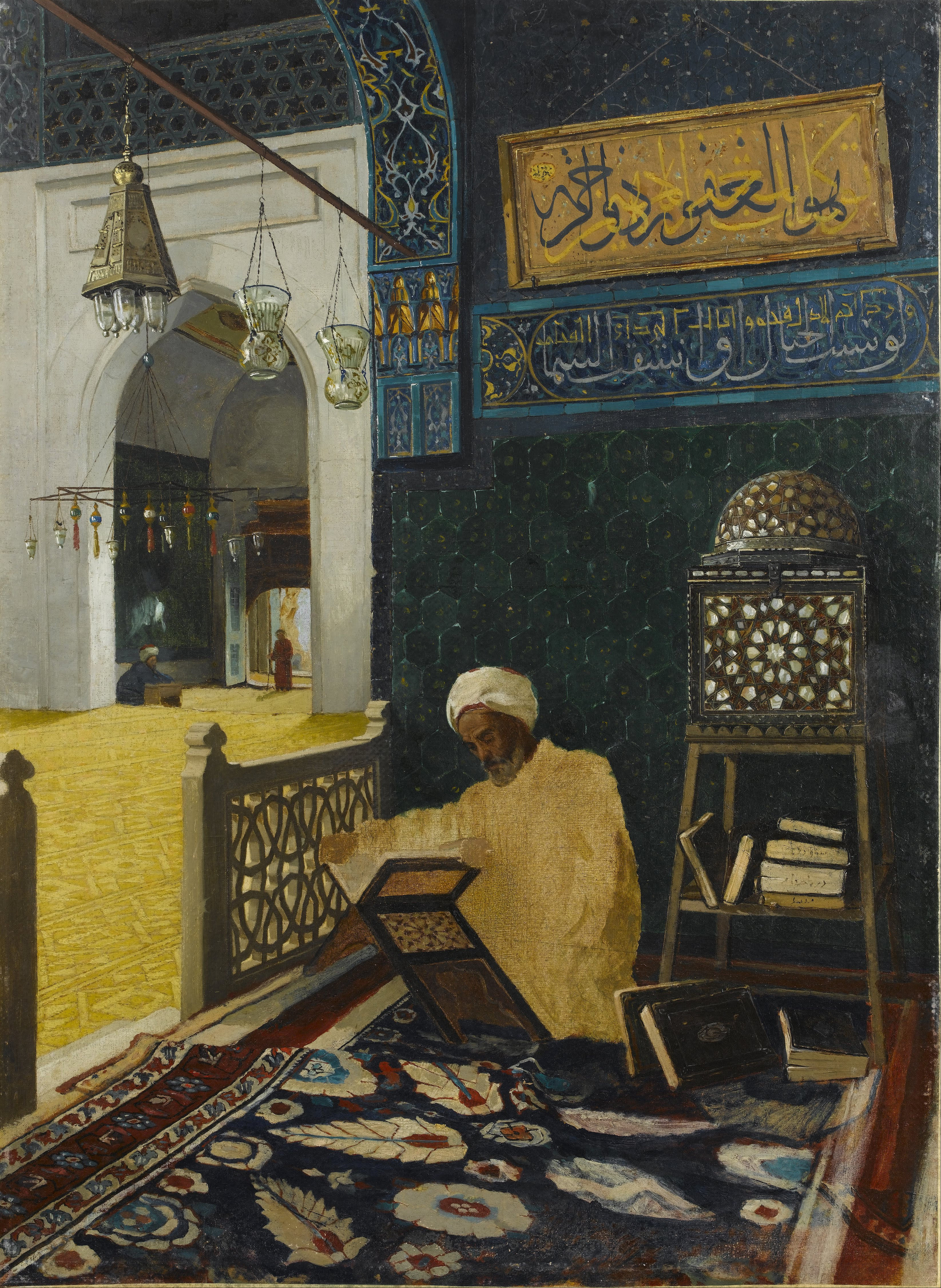
قارئ قرآن

يجب أن يكون «الْحَزَّابُ» من الحافظين للقرآن الكريم كلملا برواية ورش عن نافع.
وشرط حفظ القرآن كاملا مرده إلى أنه لا يستوي أن يقرأ من المصحف وهو يُسَيِّرُ النفر من القراء ويوجههم في نفس الوقت.
ويَحْسُنُ أن يكون حائزا على إجازة قرآنية من جهة معتمدة كزاوية أو معهد إسلامي لإثبات جدارته بالمنصب والمسؤولية الدينية.
ويجب أن يمتلك طبقة صوتية جَهُورية تسمح له بالهيمنة الصوتية على مُجمل القراء أثناء تلاوة الحزب الراتب.
ذلك أن مقامات القراءة لدى «الْحَزَّابِ» تجعل حلقته جذابة يقصدها العشرات وحتى المئات من المصلين من أجل المشاركة اليومية في تلاوة الحزب الراتب.
وحسب درجة المهارة والانضباط وجاذبية الصوت والأداء، يستطيع «الْحَزَّابُ» الارتقاء إلى مرتبة «باش حزاب» في المساجد الكبيرة التي تضم العديد من «الْحَزَّابِينَ».
كما يمكنه بعد ذلك أن يُرَقَّى إلى درجة مؤذن كما كان يجري قديما في المساجد والزوايا الجزائرية.

## المهام
يسهر «الْحَزَّابُ» على تحضير مصاحف القرآن الكريم برواية ورش عن نافع بالعدد الكافي قبل موعد بدء الحزب الراتب.
وإذا كان المسجد يعمل فيه العديد من «الْحَزَّابِينَ»، فإن مسؤولهم المسمى «باش حزاب» يقوم بتوزيع المهام بينهم دوريا وتخصصيا.
فيقوم «الْحَزَّابُ» بوضع شريط أوعلامة على الصفحة من كل مصحف أين سيبدأ القراء تلاوة الحزب الراتب من حيث أنهوا تلاوتهم الجماعية السابقة.
ويتحلق «الْحَزَّابُ» عند المحراب قبل حوالي نصف ساعة من أذان صلاة الظهر أو صلاة العصر من أجل دعوة القراء إلى لم شملهم لبدء الحزب الراتب.
ويمكنه أن يضع المصاحف بجانبه ليوزعها على القراء، أو يساعده «حَزَّابٌ» آخر في توزيعها على القادمين للتحلق حول المحراب.
ثم يضع ميكروفونا أو أكثر في جوانب حلقة الحزب الراتب من أجل إسماع الصوت الجماعي في كل أرجاء المسجد أثناء التلاوة.
ومباشرة بعد صلاة المغرب والتسبيح والدعاء وبعض النوافل، يجلس «الْحَزَّابُ» قرب المحراب مع القراء من أجل الشروع في التلاوة الجماعية.

## الدعاء بعد الحزب الراتب

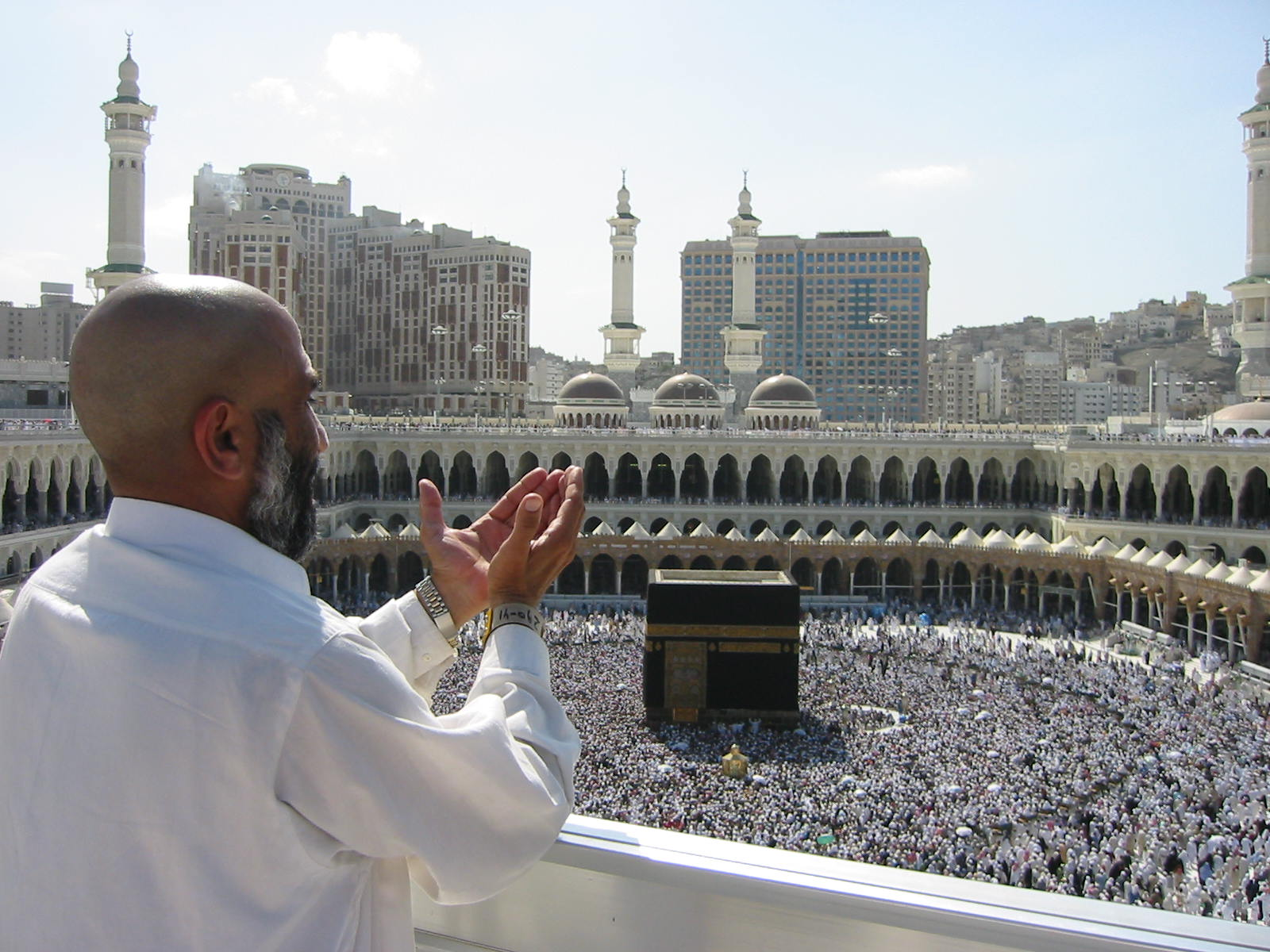
دعاء

يتم ترديد دعاء الختم الجماعي بعد الحزب الراتب، مع رفع اليدين في الدعاء، وذلك اقتباسا من قصيدة «الشيخ محمد بن الشاهد الجزائري»، مفتي الجزائر المتوفي عام 1792م.
1. ألا يا لطيفُ يا لطيفُ لكَ اللطفُ *** فـأنـت الـلـطـيـف ومـنك يشملُنا اللطف
2. لطيف لطيف إنني متوسلٌ *** بـلـطـفـك فـالـطـف بـي وقد نزل اللطف
3. بلطفك عُذنا يا لطيفُ وها نحنُ *** دخلنا في وسط اللطف وانسدل اللطف
4. نجونا بلطف الله ذي اللطف إنّهُ *** لـطـيـف لـطـيـف لـطـفُـهُ دائـــمُ اللـطف
5. تدارَكنا باللطف الخفيّ يا ذا العطا *** فـأنـت الـذي تـشـفـي وأنت الذي تعفوُ
6. أغثنا أغثنا يا لطيفاً بخلقهِ *** إذا نــزل الـــقــضــاءُ يــتــبَـعُـهُ الـلـطـف
7. بجاه إمام المُرْسلين مُحمدٍ *** فــلــولاهُ عــيــنُ اللـطـف ما نزل اللطف[6]
8. عليه صلاة اللهِ ما قال قائل *** ألاَ يَـا لَـطـيـفُ يَـا لَـطِـيـفُ لَــكَ الـلُّـطـفُ
9. عليه صلاةُ اللهِ مَا قال مُنشدٌ *** ألاَ يَا لَطيفُ يَا لَطِيفُ لَكَ اللُّطفُ
10. عليه صلاة اللهِ مَا قال شاعرٌ *** ألاَ يَا لَطيفُ يَا لَطِيفُ لَكَ اللُّطفُ
11. أيا مؤمنُ أمّن بأمنِكَ خوفنا *** وأمّن بلادا نحن فيها من الخوفِ
12. أيا مؤمنُ أمّن بأمنك خوفنا *** وأمّن بلادا نحن فيها من الضرِّ
13. أيا مؤمنُ أمّن بأمنك خوفنا *** وأمّن بلاد المسلمينَ من الشرِّ[7]

## مشاهير الحزابين

محمد بابا عمر

- محمد بابا عمر: كان حَزَّابًا في مسجد بن سعدون.[8]
- عمر راسم: كان حَزَّابًا في مسجد سفير.[9]
- الكمال محمد بن مصطفى ابن الخوجة: كان حَزَّابًا في الجامع الكبير.[10]
- حسن بوقندورة: كان حَزَّابًا في الجامع الكبير.
- علي بن الحفاف: كان حَزَّابًا في الجامع الكبير.
- إبراهيم بوسحاقي: كان حَزَّابًا في مسجد سفير.[11]
- محيى الدين بشطارزي: كان حَزَّابًا في الجامع الجديد.[12]
- محمود إسكندر: كان حَزَّابًا في الجامع الكبير.[13]
- عبد الحميد العالم: كان حَزَّابًا في الجامع الجديد.

### فيديوهات تلاوة جماعية جزائرية
- سورة الكهف: تلاوة جماعية جزائرية برواية ورش عن نافع على يوتيوب
- سورة مريم: تلاوة جماعية جزائرية برواية ورش عن نافع على يوتيوب
- سورة طه: تلاوة جماعية جزائرية برواية ورش عن نافع على يوتيوب
- سورة الأنبياء: تلاوة جماعية جزائرية برواية ورش عن نافع على يوتيوب